# Rai 4
Rai 4 je čtvrtý program italské veřejnoprávní televize Rai.

## Charakteristika
Rai 4 je především filmovým a seriálovým kanálem, přičemž žánry filmů jsou různé od thrillerů, až po komedie, od erotiky po sci-fi . Rai 4 je jediným kanálem skupiny Rai, který vysílá pořady, které jsou běžně viděny spíše na placených kanálech – např. seriály Netflixu, HBO či SyFy. Kanál také jako jediný mezi italskými FTA stanicemi často vysílá kontroverzní a necenzurované filmy s notnou dávkou otevřeného násilí nebo erotiky, např. tzv. splatter horory apod.
Kanál byl pro svoji otevřenost několikrát terčem kritiky od rady pro rozhlasové a televizní vysílání. Stanice je chráněna funkcí parental control, což v případě, je li funkce aktivní, znemožní přístup k programu dětem a mladistvým. Zprávy, publicistika, soutěže a show se zde neobjevují. Rai 4 vysílá volně v digitální síti DVB-T. Ze satelitu Hot Bird je kanál kódovaný.